# Hans Krieg (Zoologe)
Hans Krieg (* 18. Juni 1888 in Vaihingen an der Enz; † 5. Oktober 1970 in Geretsried) war ein deutscher Ethnologe und Zoologe.

## Leben
Krieg absolvierte das Realgymnasium Heilbronn, das er 1908 mit der Reife abschloss. Er studierte Medizin und Zoologie in Tübingen (6 Semester) und München (5 Semester). In Tübingen wurde er 1909 Mitglied der Burschenschaft Germania Tübingen. 1914 wurde er in München bei Richard von Hertwig zum Dr. phil. (nat.) promoviert. Während des Ersten Weltkrieges war er als Truppenarzt tätig. 1920 promovierte er, diesmal in Tübingen bei Martin Heidenhain, mit einer Arbeit über die Papillen der Zunge des Kaninchens zum Dr. med.
1921 wurde er habilitiert und erhielt einen Lehrstuhl an der Universität Tübingen. Er führte von 1923 bis 1938 vier Expeditionen nach Südamerika, unter anderem zum Gran Chaco, später auch nach Ostafrika durch. Er war Direktor der Zoologischen Staatssammlung und erster Direktor der Wissenschaftlichen Sammlungen des Bayerischen Staates in München. Später war er Leiter des Museums Alte Akademie in München. 
Hans Krieg war Autor zahlreicher Artikel und Bücher über seine Reisen und seine wissenschaftliche Arbeit. In seinen Publikationen betätigte er sich nicht nur als Erzähler, sondern auch als Zeichner und Illustrator.
Hans Krieg ist Urgroßonkel des Künstlers Tilmann Krieg.

## Schriften (Auswahl)
- Beiträge zur Rudimentierungsfrage nach Beobachtungen an Anguis fragilis, Chalcides tridactylus und Lacerta serpa. In: Archiv für Entwicklungsmechanik der Organismen. Bd. 45, Nr. 4 (29. August 1919), S. 571–601 (Dissertation, Universität München, 1914).
- Über die mechanisch wirkenden Papillen der Kaninchenzunge. In: Zeitschrift für Anatomie und Entwicklungsgeschichte. Bd. 61 (1921), Nr. 1/2, S. 76–113, doi:10.1007/BF02593671 (Dissertation, Universität Tübingen, 1920).
- Urwald und Kamp. Verlag von Strecker und Schröder, Stuttgart 1925, 173 Seiten mit 58 Zeichnungen des Verfassers
- Indianerland: Bilder aus dem Gran Chaco. Verlag von Strecker und Schröder, Stuttgart 1929, 155 Seiten mit 71 Zeichnungen des Verfassers und 26 Tafelbildern (Fotos) von E. Lindner und M. Kiefer.
- Yaguareté: Tierbilder aus Südamerika. Verlag Josef Kösel und Friedrich Pustet, München 1933, 109 Seiten mit 40 Zeichnungen und Vignetten des Verfassers
- Das Reh in biologischer Betrachtung. J. Neumann, Neudamm 1936
- Unter der Sonne Südamerikas. Verlag August Schröder, Stuttgart 1948, 182 Seiten mit 34 Zeichnungen und 16 Tafelbildern (Fotos) des Verfassers.
- Zwischen Anden und Atlantik. Carl Hanser Verlag, München 1948, 492 Seiten mit 347 Handzeichnungen und 4 Aquarelltafeln des Verfassers.
- Mein afrikanisches Skizzenbuch. F. Bruckmann, München 1960.
- Die große Unruhe. Mein Lebensweg als Tierfreund und Biologe. Verl. Paul Parey, Hamburg und Berlin 1964.
- Ein Mensch ging auf die Jagd. BLV, München 1967.

- Mitherausgeber der Zeitschrift für Jagdwissenschaft